# Andréas Frangiás
Andréas Fraghiás (grec moderne : Ανδρέας Φραγκιάς) est un écrivain de langue grecque né à Athènes en 1921 et mort le 6 janvier 2002.

## Biographie
Après des études d'économie et de commerce, il devient journaliste.
Lors de la guerre civile grecque, en raison de son opposition au régime en place, il est déporté successivement dans les îles d'Ikaria et de Makronissos, deux îles de la mer Égée qui font alors office de bagnes.
C'est de cette expérience qu'il nourrit son œuvre, considérée comme l'une des plus significatives de son temps : Hommes et Maisons (Άνθρωποι και σπίτια, 1955) est une peinture sans concession des ravages de la guerre civile ; la Grille (Η καγκελόπορτα, 1962) est une évocation de la vie ouvrière et de la pauvreté dans les faubourgs d'Athènes. C'est toutefois L'Épidémie (Λοιμός, 1972, traduction française en 1978 par Jacques Lacarrière) qui l'impose définitivement. Frangias s'inspire de son expérience personnelle pour décrire les camps de déportation pour condamnés politiques. Le livre n'est toutefois pas un récit autobiographique : l'auteur y opère une synthèse des différents bagnes sur lesquels repose le système de déportation en Grèce pendant ces années de dictature. De même, les personnages sont symboliquement dépersonnalisés ce qui confère à l'ouvrage l'aspect d'une sorte de mythe universel. C'est aussi une manière de montrer la perte de toute humanité.
Le style, réaliste et précis, mais volontairement froid et comme détaché, fait ressortir d'autant plus l'absurde et l'horreur d'un système tout entier organisé pour tenter de détruire, plus moralement encore que physiquement, ses victimes. Ainsi, les prisonniers sont-ils obligés de capturer chaque jour un nombre donné de mouches, sans quoi ils sont privés de nourriture ;  et cette tâche insensée devient pour eux quasiment obsessionnelle et plus importante que toute autre. Frangias rend ainsi sensible une destruction lente des esprits, plus terrible que celle des corps.
Le titre, qui n'est pas sans faire penser à La Peste d'Albert Camus, peut être diversement interprété : l'épidémie est d'abord celle du choléra, qui sans cesse menace, avec les rats qui finalement seront à l'origine du dénouement ; elle est aussi l'évocation des totalitarismes qui ont surgi au XXe siècle comme une maladie contagieuse. Mais inversement, l'épidémie peut aussi être comprise comme le germe de résistance, qui dans le roman se fonde sur les ressources de la dérision, ultime arme des prisonniers, et qui peut mettre à mal le système totalitaire.
L'Épidémie, tout à la fois témoignage ancré dans une réalité historique et récit d'une portée universelle, devient une méditation sur la force des idéaux, quand ils sont nobles, qui permettent d'affronter les situations les plus terribles ; ce système échoue en définitive face à ces hommes déportés au nom de leurs convictions démocratiques : conçu pour leur infliger les pires souffrances, il ne parvient finalement pas pour autant à les briser. "Le plus étonnant, écrit l'auteur, est que ces hommes survécurent"

## Ouvrages traduits en français
- Andréas Frangias, La Grille, trad. Nicole Zürich, Paris, Gallimard, 1971
- Andréas Frangias, L'Épidémie, trad. Jacques Lacarrière, Paris, Gallimard, 1978